# Balat (Fatih)
Pour les articles homonymes, voir Balat.
Balat est l'un des 57 quartiers du district de Fatih à Istanbul, en Turquie. Principal quartier juif de la ville, il est localisé sur la rive européenne au sud de la Corne d'Or. L'autre quartier d'Istanbul associé à la présence juive est Kuzguncuk sur la rive asiatique. Le quartier de Balat est classé au patrimoine mondial de l'UNESCO.

## Histoire
À la suite de leur expulsion d'Espagne en 1492, les juifs s'installent dans ce quartier ce qui en fait un centre important du monde séfarade avec les juifs de Salonique et ceux du quartier juif d'Izmir (en).

## Lieux et monuments
On y trouve la très vieille synagogue Ahrida (bâtie par des juifs romaniotes puis fréquenté par les séfarades dont Sabbataï Tsevi) ainsi qu'une synagogue fréquenté par des juifs venus de Bulgarie, la Synagogue Yanbol.

## Galerie

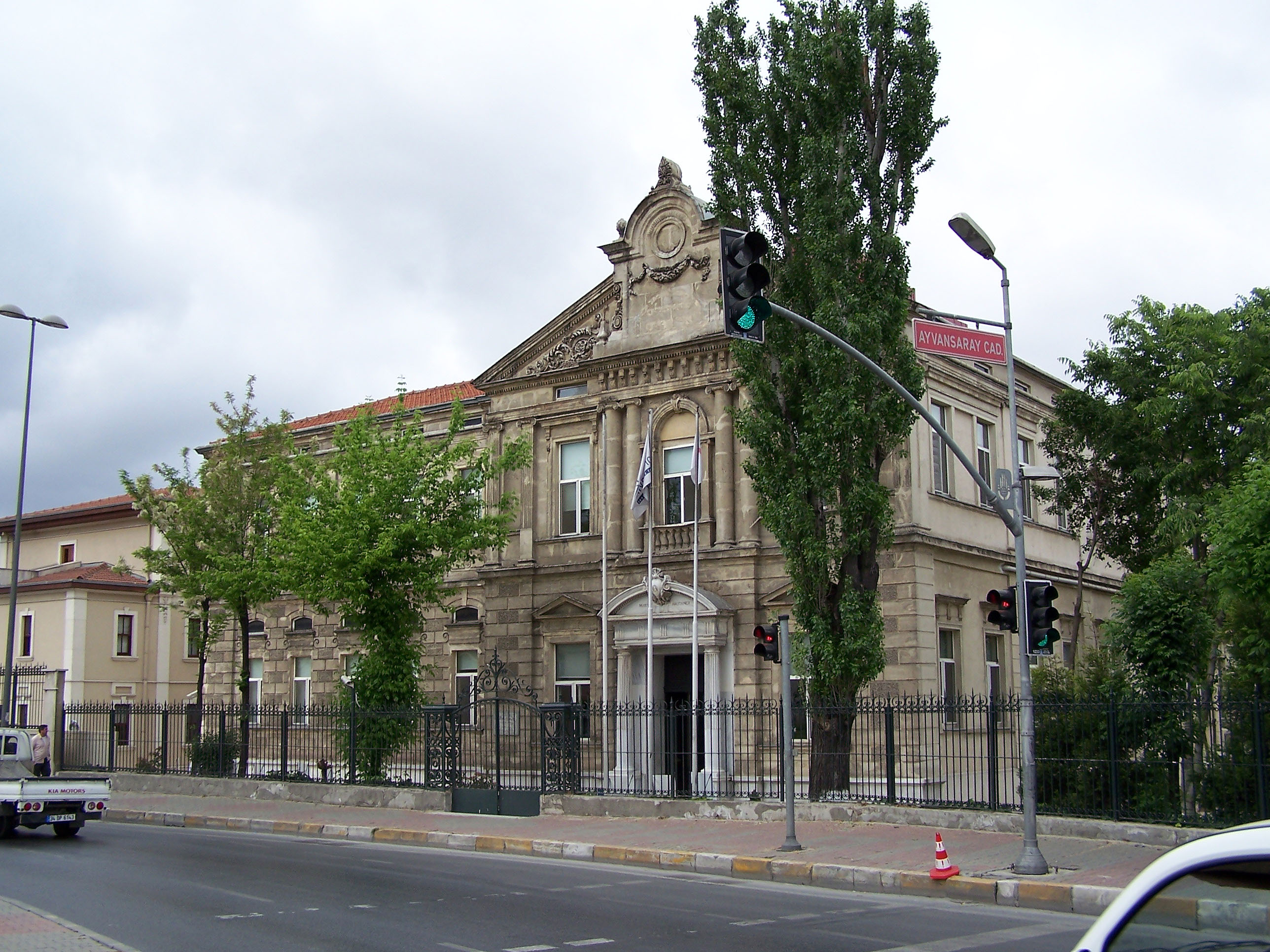
L'hôpital juif (Musevi Hastanesi) à Balat
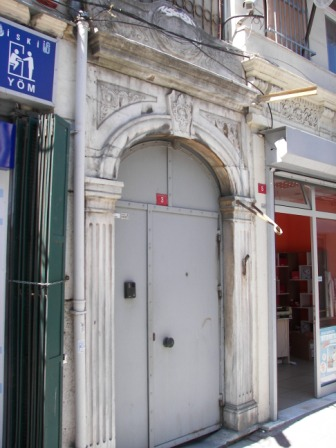
Synagogue Yanbol érigée au cours de la période byzantine puis reconstruite au XVIIIe siècle.